# Aruba
Aruba je otok u Karibima 25 km sjeverno od Venezuele. Ona je jedno od 4 ustavne zemlje Kraljevine Nizozemske (druga 3 dijela su Zemlja Curaçao, Zemlja Sveti Martin i europska Nizozemska). Kao i druga tri dijela Nizozemske, i Aruba ima vlastiti ustav i svoju vladu. Aruba uživa potpunu unutarnju autonomiju. Glavni i najveći grad je Oranjestad.

## Povijest
Španjolci su stigli na Arubu 1499. i naselili ju. 1636. su je kupili Nizozemci. Tijekom 19. stoljeća Aruba postaje u kontekstu zlatne groznice gospodarski zanimljiva. Zadnja desetljeća 20. stoljeća donose otoku ponovo gospodarski zalet razvojem turističke industrije. Aruba se službeno odvojila od Nizozemskih Antila, čiji su dijelovi i danas otoci Bonaire i Curacao, i 1986. postala autonomna država unutar Nizozemske. Nastojanja za potpuno odvajanje od Nizozemske su zamrznuta na molbu države Aruba 1990.

## Biljni i životinjski svijet
Aruba spada u Zavjetrinske otoke pa time leži izvan područja orkana. Stoga ima tijekom čitave godine prekrasno sunčano vrijeme uz osvježavajuće pasate. Među najljepše strane Arube svakako spada njena izvorna vegetacija. Posebnu draž otoku daju bujni kaktusi, biljke iz porodice aloe i prepoznatljivi obrisi drveća Divi-Divi. Uvid u vegetaciju otoka daje nacionalni park Arikok.

## Zemljopis
Aruba je najzapadniji i najmanji od tri ABC otoka. Pretežno je nizak, dug najviše 30 km a širok najviše 9 km.  Najviše brdo je Jamanota sa 188 m. Zapadni dio otoka obilježavaju pješčane plaže, dok na istočnom dijelu dominiraju ponekad bizarne stijene oblikovane kroz tisućljeća utjecajem vjetra i valova.

## Jezici
Aruba je zemlja s 3 jezika, službeni je nizozemski 5.290 govornika, nacionalni je papiamentu 60.000 (1999). Treći je engleski s 3.000 govornika

## Promet
Značajnije morske luke za međunarodni promet su Oranjestad i Sint Nicolaas.

## Gospodarstvo
U razdoblju od 1915. do oko 1955. je na Arubi dobivanje zlata bilo najvažnija privredna grana. Drugi po veličini grad St. Nicolaas se upravo u tom razdoblju razvio do te veličine. Tek 1990. se počelo s rafiniranjem nafte. Danas je to najvažnija proizvodnja na Arubi. 
Ostala industrija se naslanja prije svega na duhan i proizvodnju pića. 
Pored toga, na Arubi ima puno Offshore-banaka i firmi za obradu podataka. Od kada je Aruba svrstana na popis OECDa kao porezna oaza jer su financijske strukture Arube bile pogodne za utaju poreza i "pranje novca" u velikom stilu, Vlada Arube je poduzela niz mjera da to spriječi i udovolji mjerilima OECD-a. 
Poljoprivreda na Arubi nema neku značajnu ulogu, jer klima s puno sunca ali nedovoljno kiše ostavlja za sobom prilično lošu kvalitetu tla.
Najvažniji trgovački partneri Arube su Nizozemska, SAD kao i Kolumbija i Venezuela.

## Turizam
Aruba se u Europi smatra odredištem o kojem se, osim u krugovima ljubitelja, ne govori puno kako bi se izbjeglo pojavljivanje masovnog turizma. Otok je pošteđen velikih oluja (npr. uragani) i ima gotovo kao iz slikovnice krasne plaže i jako ugodnu tropsku klimu. Većina turista dolazi iz SAD-a, ali su u zadnje vrijeme i turisti iz Europe sve češći. Osim toga, područje je poznato i kao izraženo povoljno za "surfanje".

## Vanjske poveznice
- Vlada Arube
- Središnja banka Arube
- Zavod za statistiku Arube